# Verbőc
Verbőc (ukránul: Вербовець [Verbovec]) település Ukrajnában, Kárpátalja Beregszászi járásában.

## Fekvése
Nagyszőlőstől nyugatra fekszik. Határos Feketepatakkal, Szőlősegressel, Mátyfalvával és Puskinával.

## Nevének eredete
Nevét a falun keresztülfolyó hasonló nevű patakról vette. Vrbovac (Verbőc) szláv eredetű szó, mely fűzfával benőtt (füzes) helyet jelent.

## Története
Verbőc Árpád-kori település, nevét 1251-ben, IV. Béla király idejében említették először az oklevelek Vrbovac néven. A település egykori birtokosai a Werbőczy, Újhelyi és Zowárdfy nemzetség tagjai voltak. E faluban született a 15. század közepén Werbőczy István, a róla elnevezett Hármaskönyv szerzője is, aki művében a magyar feudális szokásjogokat rendszerezte. Műve 1517-ben latin nyelven jelent meg Bécsben, eddig több mint 40 kiadása látott napvilágot.
A 16. század közepének adatai említik Verbőc egyházát és templomát is. 1577-ben Verbőc neve is szerepelt a dézsmajegyzékben. Az 1594. évi gabona- és bordézsma jegyzék adatai szerint 36 adófizető család élt itt.
A 19. század végén, 20. század elején Ugocsa vármegye Tiszáninneni járásához tartozott.
Az 1910-es népszámlálás adatai szerint Verbőcnek 585 lakosa volt, melyből 568 magyar, 17 rutén, ebből 64 görögkatolikus, 468 református, 39 izraelita volt.
2020-ig a település tanácsához tartozott a szomszédos Feketepatak is.

## Népesség
| Lakosok száma | 585  | 1133 | 855  | 1051 | 1200 | 1250 | 1206 |
|               | 1910 | 1940 | 1969 | 1982 | 1989 | 1991 | 2008 |

A 2001-es ukrajnai népszámlálás szerint a lakosság 94,1%-a magyar, 5,5% ukrán, 0,4% orosz anyanyelvű.

## Nevezetességek
- Református temploma, 1828-ban épült
- Werbőczy István emlékműve
- Görög- és római katolikus temploma, 2007-ben épült[1]

## Híres szülöttei
- Werbőczy István (Verbőc, 1458–Buda 1541. október 13.) jogtudós, ítélőmester, királyi személynök, kancellár, a Werbőczy hármaskönyv szerzője

## Külső hivatkozások
- Verbőc az Ukrán Legfelsőbb Tanács közigazgatási adatbázisában[halott link]